# Cratere Turquoise
Turquoise è un cratere sulla superficie di 2867 Šteins.